# Benjamin Leroy (atleet)
Benjamin Leroy (9 januari 1973) is een Belgische voormalige atleet, die gespecialiseerd was in het snelwandelen. Hij nam deel aan de wereldkampioenschappen U20 en behaalde elf nationale titels.

## Loopbaan
Leroy was oorspronkelijk doelman in het voetbal, maar besloot in 1988 zich te richten op het snelwandelen. In 1991 nam hij deel aan de Europese kampioenschappen atletiek in Thessaloniki. Hij werd zevende op de 10.000 m snelwandelen. Het jaar nadien nam hij op dezelfde discipline deel aan de wereldkampioenschappen U20 in Seoel. Hij greep net naast een medaille en werd vierde. Voor zijn prestaties tijdens dat jaar kreeg hij de Gouden Spike voor beste belofte.
In 1993 haalde zijn eerste Belgische titels. Indoor werd hij Belgisch kampioen 5.000 m snelwandelen en outdoor 20.000 m snelwandelen. Tot 2001 volgden nog twee indoortitels en zes outdoortitels op de baan. In 1998 werd hij ook Belgisch kampioen 50 km snelwandelen op de weg. 
Leroy was aangesloten bij Mabi Binche en stapte nadien over naar Excelsior Sporting Club en Cercle Athletique du Brabant Wallon.

## Belgische kampioenschappen
| onderdeel                  | jaar                                    |
| -------------------------- | --------------------------------------- |
| 5000 m indoor snelwandelen | 1993, 1994, 2001                        |
| 20.000 m snelwandelen      | 1993, 1994, 1995, 1996, 1998 1999, 2001 |
| 50 km snelwandelen         | 1998                                    |

## Persoonlijke records
| Onderdeel             | Prestatie | Datum           | Plaats           |
| --------------------- | --------- | --------------- | ---------------- |
| 10.000 m snelwandelen | 41.22,77  | 9 augustus 1991 | Seoel            |
| 50 km snelwandelen    | 4:04.46   | 18 juni 2000    | Eisenhüttenstadt |

## Palmares

### 5000 m snelwandelen
- 1992:  BK AC indoor - 21.18,46
- 1993:  BK AC indoor - 20.48,97
- 1994:  BK AC indoor - 22.38,69
- 2001:  BK AC indoor - 20.43,65

### 10.000 m snelwandelen
- 1991: 7e EK U20 te Thessaloníki - 42.52,67
- 1992: 4e WK U20 te Seoul - 41.22,77

### 20.000 m snelwandelen
- 1993:  BK AC te Andenne - 1:34.42
- 1994: 5e Frankofone Spelen te Evry - 1:38.15
- 1994:  BK AC te Nijvel - 1:34.43
- 1995:  BK AC te Jambes - 1:32.02
- 1996:  BK AC te Jambes - 1:35.51
- 1998:  BK AC te Charleroi - 1:36.38
- 1999:  BK AC te Charleroi - 1:43.42
- 2001:  BK AC te Charleroi - 1:36.44
- 2004:  BK AC te Charleroi - 1:38.41

### 50 km snelwandelen
- 1995:  BK AC te Oudenaarde - 4:23.29
- 1996:  BK AC te Barendrecht - 4:31.28
- 1998:  BK AC te Sint-Oedenrode - 4:19.31

## Onderscheidingen
- 1992: Gouden Spike voor beste mannelijke belofte
- 1992: Grand Prix LBFA